# Hemerobius madeirae
Hemerobius madeirae är en insektsart som beskrevs av Bo Tjeder 1940. Hemerobius madeirae ingår i släktet Hemerobius och familjen florsländor. Inga underarter finns listade i Catalogue of Life.